# Højme
Højme er en bydel i det sydvestlige Odense, beliggende i Dyrup Sogn.
|  | Denne artikel om lokaliteten Højme kan blive bedre, hvis der indsættes et (bedre) billede. Du kan hjælpe ved at afsøge Wikimedia Commons for et passende billede eller lægge et op på Wikimedia Commons med en af de tilladte licenser og indsætte det i artiklen. |

55°21′28″N 10°19′20″Ø / 55.35778°N 10.32222°Ø